# Fungulus curlus
Fungulus curlus is een zakpijpensoort uit de familie van de Molgulidae. De wetenschappelijke naam van de soort werd in 1976 voor het eerst geldig gepubliceerd door het echtpaar Claude en Françoise Monniot.